# Stazione di Carrigaloe
La stazione di Carrigaloe  è una fermata ferroviaria della Glounthaune-Cobh  servizio di Carrigaloe nella contea di Cork in Irlanda.

## Storia
La stazione fu aperta il 10 marzo 1862.
Il 2 dicembre 1974 venne chiusa al trasporto di merci.

## Strutture ed impianti
Il piazzale è dotata di due binari.
Il binario lato Cork Kent è accessibile anche per i disabili, mentre quello lato Cobh solo mediante un ponte ferroviario pedonale.

## Movimento
La fermata è servita dalla linea Cork Kent – Cobh del servizio ferroviario suburbano di Cork.

## Servizi
- Servizi igienici